# Gewone dwergvleermuis
De gewone dwergvleermuis (Pipistrellus pipistrellus) is een vleermuis uit de familie der gladneuzen (Vespertilionidae).

## Kenmerken
De gewone dwergvleermuis is een van de kleinste Europese vleermuissoorten. De vacht is bruin: de bovenzijde kan verschillen van oranjebruin tot roestbruin tot kastanjebruin tot donkerbruin, de onderzijde is gelig tot grijzig bruin. Jonge en onvolwassen dieren zijn donkerder en grijziger van kleur. De snuit, oren en vleugels zijn zwartbruin. De oorschelp is kort, breed en driehoekig, met een afgeronde punt. De vleugels zijn smal en de tragus is kort en stomp. De dwergvleermuis wordt 36 tot 51 millimeter lang, met een spanwijdte van 180 tot 240 millimeter. De onderarm wordt 28 tot 40 millimeter lang. Hij weegt ongeveer 3,5 tot 8,5 gram.

## Gedrag
De kraamkolonies bevinden zich rond gebouwen en in rotsspleten, maar ook achter verkeersborden en in vleermuiskasten. In deze kraamkolonies bevinden zich gemiddeld tachtig dieren, maar dit getal kan tot duizend dieren oplopen. Ook ruige dwergvleermuizen en onvolwassen mannetjes kunnen zich in deze kolonies bevinden.
De dwergvleermuis overwintert in gebouwen en in bomen. Ze beginnen later aan hun winterslaap dan andere vleermuizen, pas in november of december. Ook 's winters laten ze zich nog vaak zien. Ze overwinteren zelden in grotten, alhoewel er kolonies van honderdduizenden dieren kunnen worden aangetroffen in een grot, bijvoorbeeld in Roemenië. Meestal overwinteren ze in gemengde groepjes van tien tot twintig dieren.
De dwergvleermuis is een nachtdier. Als hij overdag of in de winterslaap verstoord wordt, kan hij zich doodstil houden. De dwergvleermuis komt 2 tot 35 minuten na de zonsondergang tevoorschijn. De dwergvleermuis jaagt over water en weilanden, langs heggen en bosranden en bij lantaarnpalen. De vlucht is snel en trekkerig. De dwergvleermuis jaagt op kleine insecten, voornamelijk mugjes en schietmotten, maar ook motten en gaasvliegen. Ze vangen geregeld meer dan driehonderd insecten per nacht. Soms jagen ze in groepjes van tien tot twintig dieren. Afhankelijk van het weer zijn ze acht uur achter elkaar op één plek aan het foerageren. Vrouwtjes met jongen keren vaker terug naar de verblijfplaats.

## Sociaal gedrag
Sociaal gedrag van vleermuizen bestaat uit: sociale roepen, geuruitscheiding en tastbare signalen.
- Sociale roepen bestaan uit complexe signalen, waarmee verbaal wordt gecommuniceerd. De gewone dwergvleermuis vertoont het hele jaar door sociaal gedrag, ook kunnen er, wanneer de vleermuis vliegt ook vaak enkele sociale roepen worden waargenomen. Tussen midden augustus en eind september zijn er opvallend veel sociale roepen te horen, dit komt doordat dit de baltsperiode is.
- Geurafscheiding wordt vooral uitgevoerd door territoriale mannetjes tijdens het paarseizoen. De geur van de gewone dwergvleermuis is voor mensen geen merkbare geur. Echter, de kleine dwergvleermuis produceert (Pipistrellus pygmaeus) een muskusachtige geur[2]. Op deze manier kunnen verblijfplaatsen van de gewone en de kleine dwergvleermuis van elkaar worden onderscheiden.
- Tot slot heeft de gewone dwergvleermuis veel lichamelijk contact met soortgenoten, wat zeker het geval is tijdens de winterslaapperiode wanneer er vele honderden soortgenoten op elkaar gepakt hangen. Tijdens de paring is er ook intensief lichamelijk contact[3][4].

Er is nog weinig bekend over voorkeur voor baltsplaatsen van het mannetje, wel is bekend dat deze vaak gelegen is op de vliegroute naar de winterverblijven van de vrouwtjes. Maar de paarverblijfplaatsen van de mannetjes hoeven niet altijd dicht bij deze vliegroute te zijn.
Over de biotoopkeuze en moment van baltsen (ten opzichte van zonsondergang) is ook nog weinig bekend. Wel is bekend dat de maximale grootte van territoria binnen de bebouwde kom een diameter van 200 meter heeft, wat belangrijk is om vast te stellen hoeveel territoria er in een gebied of wijk maximaal te verwachten zijn.

## Voortplanting
De paartijd duurt van augustus tot november. Al voor het begin van de paartijd beginnen de mannetjes een paarterritorium, die ze tijdens de paartijd verdedigen tegen andere mannetjes. De geluiden die ze dan produceren zijn voor mensen met een gevoelig gehoor hoorbaar. Tijdens de paartijd scheiden de mannetjes een sterke muskusgeur af. Deze geur lokt enkele vrouwtjes, niet meer dan tien, naar het territorium van een mannetje.
Na de paring bewaren de vrouwtjes het sperma in de baarmoeder. In april is de ovulatie en de bevruchting. Vanaf april en mei worden de kraamkolonies bevolkt en in juni en midden juli worden de jongen geboren, na een draagtijd van 44 tot 80 dagen. De draagtijd is afhankelijk van het voedselaanbod: bij te weinig voedsel, raken de dieren in een soort "zomerslaap", waarmee de draagtijd wordt verlengd. Binnen een kraamkolonie gebeuren de worpen vrij synchroon, de meeste jongen worden binnen twee weken geboren. Er wordt één jong geboren, soms twee. De jongen hebben een roze rug en wegen 1 tot 1,4 gram. Na drie tot vijf dagen gaan de ogen open. Na drie weken kunnen de jongen vliegen en na zes weken al voor zichzelf foerageren, waarbij ze vaak eerder dan de volwassen dieren uitvliegen. In deze periode worden de jongen ook gespeend. Na dertig dagen wegen de jongen 4 tot 4,3 gram.
Sommige vrouwtjes zijn na twee tot drie maanden geslachtsrijp, maar de meeste dieren pas na een jaar. De dwergvleermuis wordt gemiddeld vier jaar oud. De maximale leeftijd is 16 jaar.

## Verspreiding

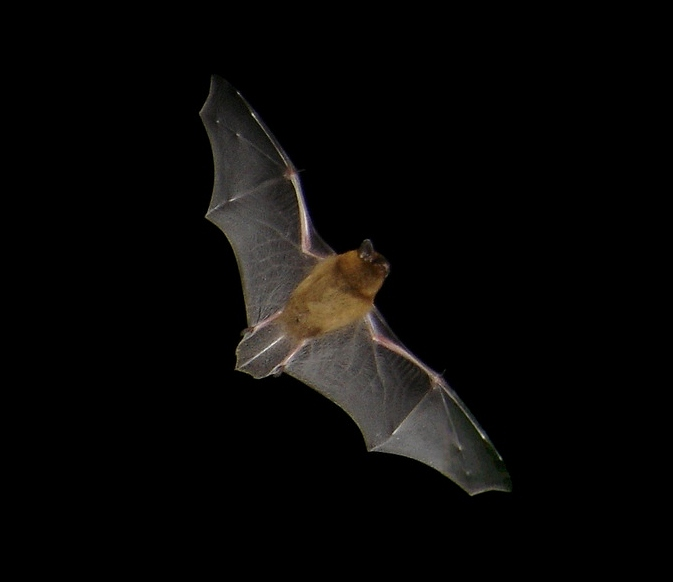
Pipistrellus pipistrellus

De dwergvleermuis komt vooral voor rond bebouwing, maar is te vinden in ieder habitat. Het is een van de meest voorkomende vleermuizen van Europa en de meest voorkomende in stedelijk gebied. Hij komt voor tot 2000 meter hoogte, in bijna geheel Europa, met uitzondering van IJsland en het noorden en midden van Scandinavië. Hij komt verder voor tot in Noordwest-Afrika, de Kaukasus en in Centraal-Azië oostwaarts tot China en Myanmar.
Het is de meest voorkomende vleermuis in Nederland: 90% van de waargenomen vleermuizen zijn gewone dwergvleermuizen. In vrijwel elke straat kan je ze vinden. In Nederland is de dwergvleermuis vrij algemeen in tuinen, bosranden en boomgaarden. Ook in gebouwen en holle bomen komen ze voor, met name in de winter (in zwermen).
Ook in België is dit de meest voorkomend vleermuissoort. Je vindt ze bijna overal, met meldingen in elke provincie.
Vermoed wordt dat sommige dwergvleermuizen het Kanaal oversteken, waarbij ze paren en overwinteren in Groot-Brittannië en in de zomer in West-Europa voedsel zoeken.